# Mercedes-Benz Integro
Mercedes-Benz Integro er en rute- eller turistbus. I Danmark bliver bustypen brugt til kollektiv transport i Sydsjælland, Midt- og Sønderjylland og Bornholm, men ikke i ret stort antal. De første kom til Danmark i 1998, og der kommer stadig flere til.